# Koliburg
Die Koliburg ist der Ruinenrest einer Höhenburg in einem Wald 359,1 m ü. NHN auf dem Kohlenberg genannten Ausläufer des Katharinenberges 2300 Meter südwestlich oberhalb der Stadt Endingen am Kaiserstuhl im Landkreis Emmendingen in Baden-Württemberg.

## Geschichte

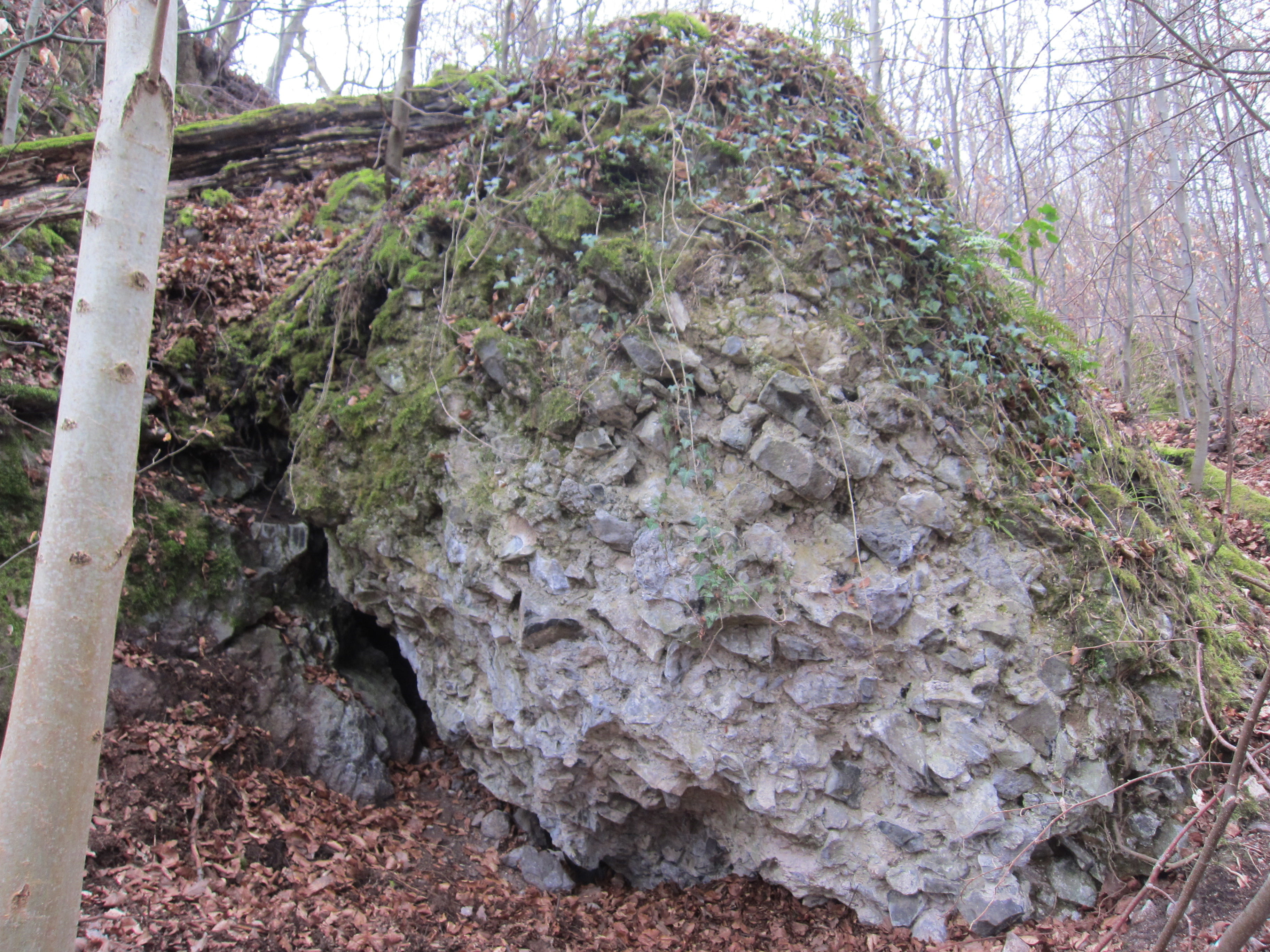
Größtes Mauerstück, nordwestlich unterhalb des Standorts des mutmaßlichen ehemaligen Wohnturms gelegen.

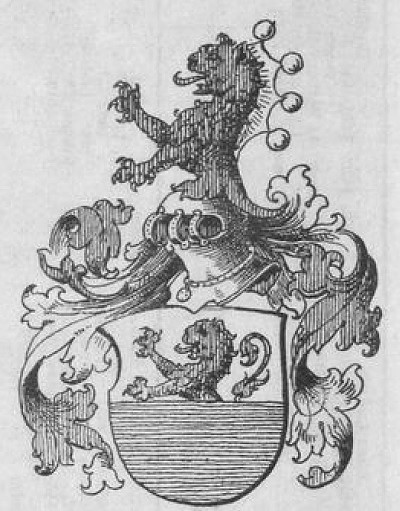
Wappen der Herren von Endingen

Die um 1200 erbaute Burg war als Lehen des Kollegiatstiftes St. Margarethen in Waldkirch im Besitz der Koler von Endingen – einer Linie der Herren von Endingen. Im Jahr 1278 erfolgte eine erste Zerstörung der Burg. 1321 wurde die Burg dann von den Herren von Üsenberg mit Hilfe der Bürger von Endingen im Kaiserstühler Krieg (1320–1322) zerstört. Die Burg wurde nicht mehr aufgebaut. Ein Teil der Familie von Endingen wanderte 1333 nach Straßburg aus und verzichtete offenbar auf das Lehen. Das Stift Waldkirch übertrug das Lehen dann zwischen 1419 und 1494 auf die Stadt Endingen.
Die Burg, die durch einen mächtigen Halsgraben vom ansteigenden Bergrücken sowie durch einen weiteren Graben von der Spornspitze getrennt war, bestand aus einer Kernburg und einer nördlich anschließenden Vorburg. Sie wurde durch Steinbruch abgetragen. Von der ehemaligen Burganlage sind noch geringe Mauerreste und die Gräben erhalten.